# Basilika Unserer Lieben Frau der Erlösung von Popenguine

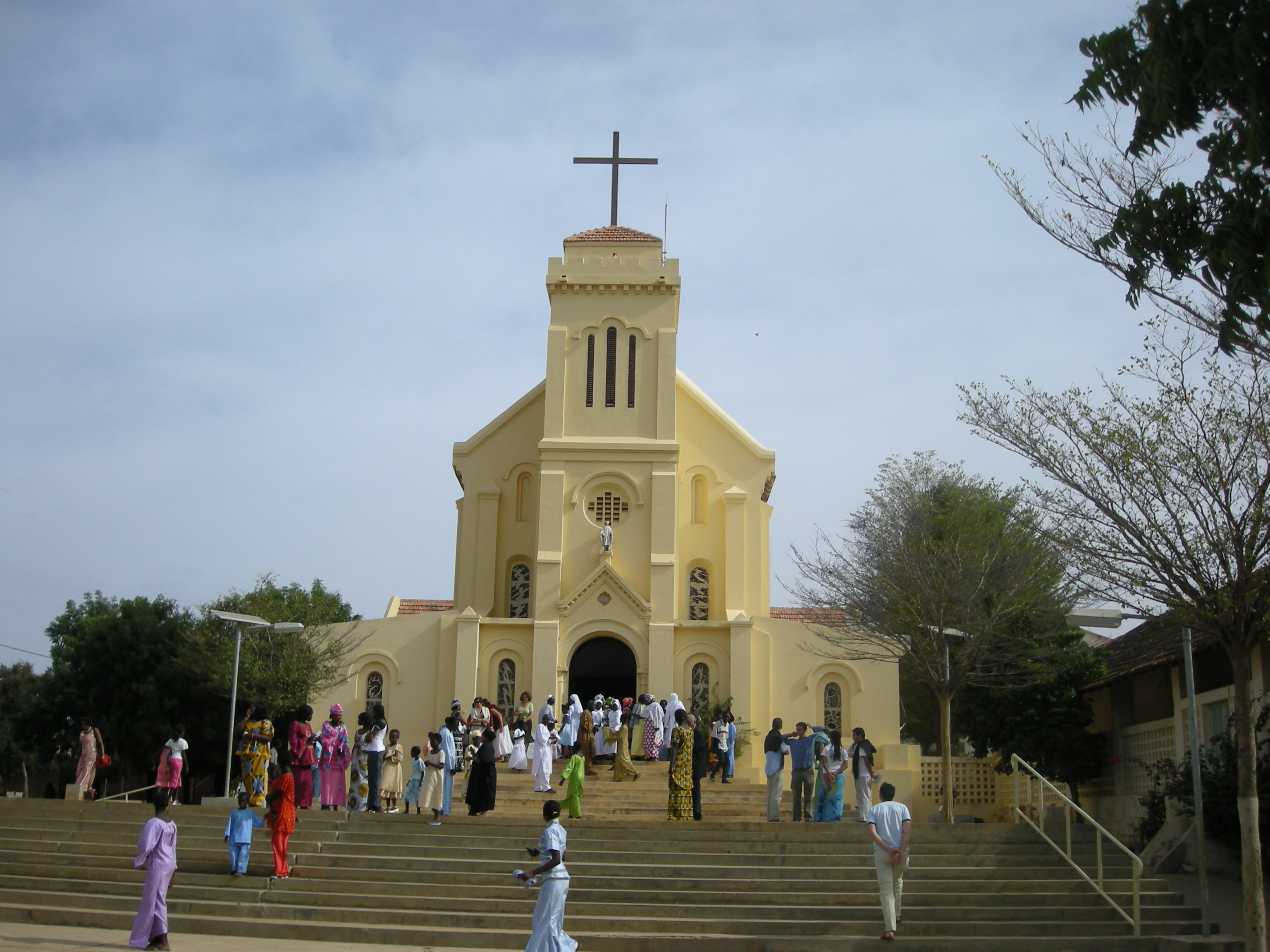
Die Basilika Unserer Lieben Frau von Popenguine an einem Sonntagmorgen

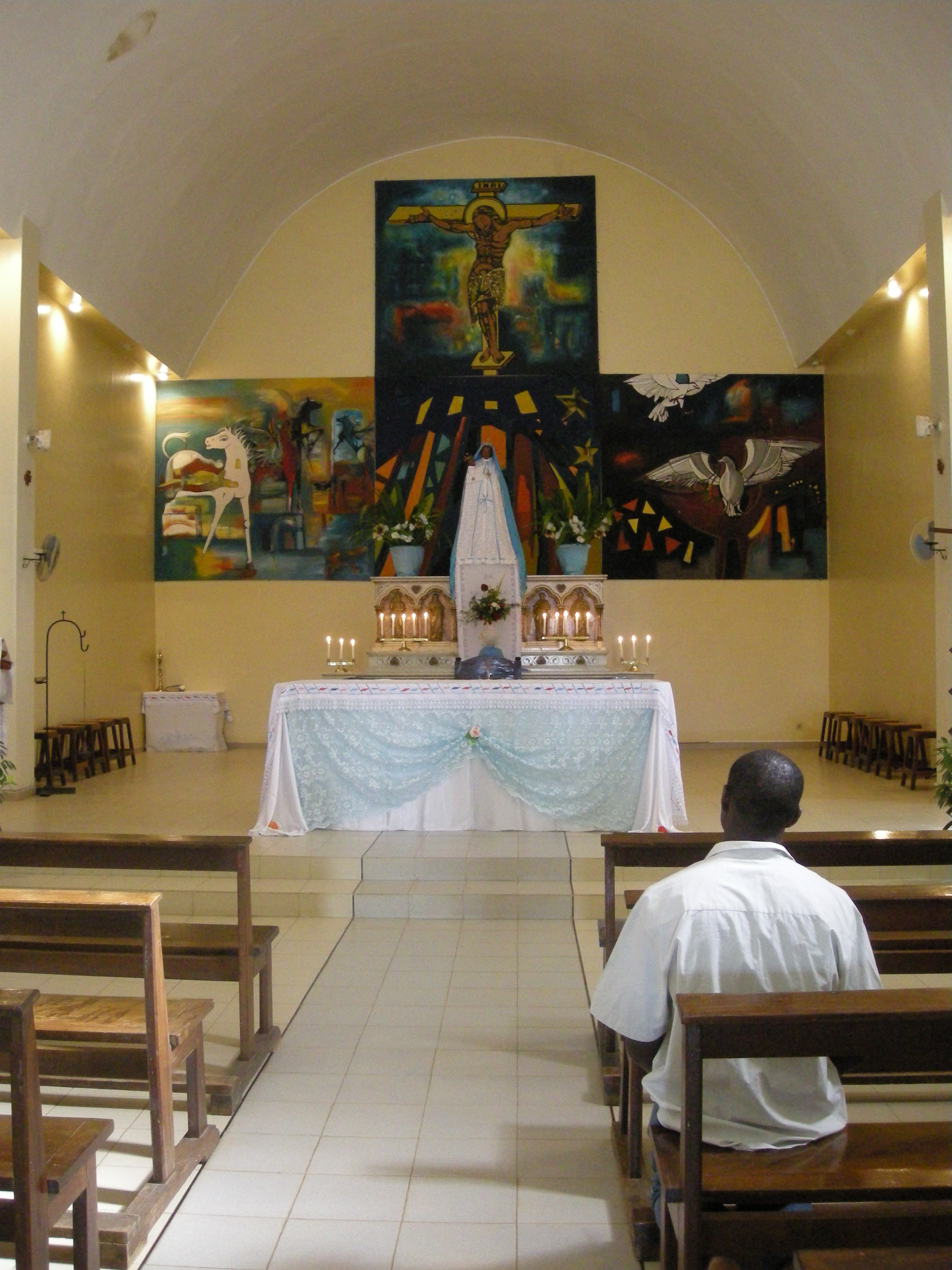
Innenraum

Schwarze Madonna

Im Bau befindliches Versammlungsgelände [2024

Die Basilika Unserer Lieben Frau der Erlösung von Popenguine (französisch: Basilique Notre-Dame de la Délivrande de Popenguine) ist eine römisch-katholische Wallfahrtskirche in dem Seebad Popenguine-Ndayane an der senegalesischen Küste im Département Mbour, 40 Kilometer südöstlich von Dakar. Sie gehört zum Erzbistum Dakar. Sie ist der zentrale Wallfahrtsort im Senegal.
In einem animistisch und seit dem 16. Jahrhundert muslimisch geprägten Gebiet begründete im Jahr 1887 Bischof Mathurin Picarda, von der Schönheit des Ortes verzaubert, das Heiligtum nach dem Vorbild der Kirche Basilika Notre-Dame-de-la-Délivrande in Douvres-la-Délivrande in der Normandie. Danach entstand ab 1888 die Kirche, deren Bau trotz ihrer nüchternen Architektur und ohne besondere Ausgestaltung über den langen Zeitraum bis 1988 andauerte. Dieser älteste christliche Sakralbau des Landes ist ein bedeutendes Symbol des Katholizismus im Senegal und beherbergt das Gnadenbild einer Schwarzen Madonna.
Die Kirche wurde von Papst Johannes Paul II. bei seinem Pastoralbesuch im Senegal am 20. Februar 1992 zu einer Basilica minor erhoben. Sie trägt als einzige Kirche des Landes diesen Titel.

## Wallfahrt
Die Basilika ist Ziel einer jährlichen Pilgerfahrt am Pfingstmontag, an der auch Gläubige aus den Nachbarländern und Muslime teilnehmen, wobei die Muslime die Marienwallfahrt auch mitorganisieren. Viele Pilger kommen zu Fuß von Dakar nach Popenguine.
Auch viele andere Gemeinden pilgern nach Popenguine.
Neben der Basilika gibt es noch das Versammlungsgelände des Papstbesuches von 1992 zwischen Basilika und Mariengrotte und das derzeit neu entstehende deutlich größere Versammlungsgelände oberhalb von Popenguine.